# Sam u kući (franšiza)
Sam u kući (eng. Home Alone) američka je filmska franšiza koja se sastoji od 6 božićnih filmova. Prvi film objavljen je 1990. godine, a posljednji 2021. godine.

## Popis filmova
1. Sam u kući
2. Sam u kući 2: Izgubljen u New Yorku
3. Sam u kući 3
4. Sam u kući 4
5. Sam u kući 5
6. Sam u kući 6